# Bupalus mughusaria
Bupalus mughusaria är en fjärilsart som beskrevs av Carl Freiherr von Gumppenberg 1887. Bupalus mughusaria ingår i släktet Bupalus och familjen mätare. Inga underarter finns listade i Catalogue of Life.